# União das Mutualidades Portuguesas
A União das Mutualidades Portuguesas é uma associação mutualista nacional, com sede em Esmoriz, que congrega diversas associações mutualistas com o objetivo de as promover e representar junto das entidades públicas, privadas e sociais.
Esta instituição foi precedida pela Federação Nacional das Associações de Socorros Mútuos criada em 1979 que foi criada em resultado da criação dum secretariado nacional em 1975. Em 1984 as mutualidades realizaram o IV Congresso, 50 anos após o seu III Congresso, tendo a Federação passado a denominar-se União das Mutualidades Portuguesas que se filiou na Associação Internacional das Mutualidades.
A União das Mutualidades Portuguesas define as orientações estratégicas e as linhas gerais de direção do Movimento Mutualista, não só mo âmbito das suas finalidades estatutárias, como também, se assume como parceira no Pacto de Cooperação para a Solidariedade Social conjuntamente com o Ministério da Solidariedade e da Segurança Social participando em representações nacionais e internacionais de molde à prossecução dos seus fins.
De acordo com a legislação portuguesa a União das Mutualidades Portuguesas, é uma mutualidade de grau superior, que nos termos dos seus estatutos tem por finalidade essencial a promoção e defesa, desenvolvimento, cultura e práticas da solidariedade mutualista e o assegurar a organização e representação do Movimento Mutualista.
É presidida actualmente pela A Mutualidade de Santa Maria – Associação Mutualista, que tem como Administrador-delegado o Dr. Luís Alberto Silva.

## OMovimento Mutualista
O Movimento Mutualista tem como base ideológica as teorias políticas mutualistas, que são teorias económicas e sociais que propõem que "volumes iguais de trabalho devem receber pagamento igual". Foi Proudhon quem criou o termo mutualismo para descrever a sua teoria económica, na qual o valor se baseia no trabalho. O mutualismo pode ser considerado "o primeiro anarquismo", já que foi Proudhon o primeiro autor a se auto-intitular anarquista. Esta teoria de apoio mútuo adotada por seguidores de Proudhon que formavam as fileiras na AIT, pregava uma associação de trabalhadores livres de posse de seus próprios recursos para a produção, opondo-se desta forma a tendências coletivistas e/ou comunistas de organização, contra a socialização dos meios de produção ou ainda a sua concentração nas mãos de um Estado, ainda que estes fossem igualmente contrários à propriedade da grande burguesia e defendessem que esta instituição humana fosse comparável à escravidão e, portanto, condenável tal qual um crime, vendo na propriedade a origem do governo e das instituições humanas.
O Movimento Mutualista assume-se hoje por toda a Europa como o novo caminho da proteção social para este milénio e parceiro fundamental no processo de reforma dos sistemas de segurança social e de saúde deste modo é uma alternativa de carácter social, que não depende do estado nem tem fins lucrativos, é uma solução indispensável para garantir uma auto proteção social de segurança social, saúde e ação social eficaz, com custos mais baixos e cuja rentabilidade se distribui por todos os associados.
O mutualismo é um movimento em que o funcionamento democrático assume uma importância fulcral, na medida em que as decisões são tomadas pelos próprios associados, em Assembleia Geral, permitido aos indivíduos participarem ativamente e decidirem os contornos da sua proteção social.

## O Movimento Mutualista em Portugal
O Movimento Mutualista em Portugal congrega em todo o País cerca de um milhão de associados, e dois milhões de beneficiários, organizados num conjunto de associações de âmbito local e nacional, que têm um papel histórico fundamental na proteção social, sobretudo nas áreas da segurança social e da saúde.